# The King of Fighters 2003
The King of Fighters 2003 es el décimo juego de la serie de videojuegos de lucha The King of Fighters. Fue la última entrega de la serie en aparecer en la placa arcade, Neo-Geo MVS y el primero programado y publicado por la compañía SNK Playmore. El juego tuvo versiones para PlayStation 2, Xbox y Neo-Geo MVS.

## Desarrollo
El juego fue revelado por primera vez en el Tokio Game Show 2003, con el plan de ser desarrollado en el hardware de arcade Atomiswave antes de que se decidiera desarrollarlo para Neo-Geo MVS.
De acuerdo con Akito Kadowaki, miembro del equipo de desarrollo de SNK Playmore, el nuevo sistema Muti-Shift fue creado para reemplazar al sistema de Striker de entregas anteriores y la decisión de elegir a un líder de equipo agregaría una decisión estratégica nueva para la serie. SNK tuvo la intención de hacer el juego fácil de jugar, como respuesta a que los juegos de pelea estaban teniendo comandos cada vez más difíciles, debido a que los jugadores se volvían más dedicados a ellos.
The King of Fighters 2003 fue el debut de Falcoon como artista en un juego principal de esta serie. Falcoon además operó la IA enemiga y buscó un balance de personajes atractivos, tanto femeninos como masculinos.
En Norteamérica, el juego fue lanzado en el 2006 junto con The King of Fighters 2002 para las consolas Playstation 2 y Xbox, y el 21 de febrero de 2019 para Switch.

## Historia
Han pasado dos años desde los sucesos de The King of Fighters 2001, en el que K` y su equipo derrotaron al jefe del NESTS, Igniz, y sus integrantes. Un nuevo torneo de The King of Fighters es organizado por un anfitrión desconocido donde regresarán algunos de los participantes de las entregas anteriores.
Uno a los cambios más notorios en este juego fue Terry Bogard, quien comenzó a portar el traje de Garou: Mark of the Wolves (1999), y la ausencia de su hermano Andy Bogard. Entre los nuevos personajes se encuentra Ash Crimson, que daría nombre a la saga que inicia con este título, Tizoc, Gato, Malin y Duo Lon.

### Final
El equipo de los Tres Tesoros Sagrados y de K' derrotan a Mukai, quien explica que el torneo era solo una prueba, y huye transportándolos a otro lugar. Ash, por su parte, aprovecha la oportunidad de robar el espejo de Yata de Chizuru, quien se había debilitado por los ataques provocados por Maki, lo que provoca el enojo de Kyo e Iori. Poco después, Shingo se niega a seguir siendo la sombra de Kyo y se burla de él, por lo que este le da una paliza a Shingo. K', mientras tanto, se enoja por lo que dijo Mukai, desconociendo que podía controlar las flamas carmesí. Leona sufre el disturbio de la sangre otra vez, pero es intervenida por sus compañeros Ralf y Clark.
En el epílogo, el sello de Orochi otra vez se rompe y comienza una rivalidad con los hijos de Rugal.

## Personajes
Los personajes nuevos se encuentran indicados con un asterisco (*).
| New Heroes Team - Ash Crimson* - Duo Lon* - Shen Woo* Team Fatal Fury - Terry Bogard - Joe Higashi - Tizoc* Team Art of Fighting - Ryo Sakazaki - Robert Garcia - Yuri Sakazaki | Team Korea - Kim Kaphwan - Jhun Hoon - Chang Koehan Team Ikari Warriors - Leona Heidern - Ralf Jones - Clark Steel Team Outlaw - Gato* - Billy Kane - Ryuji Yamazaki | Women Fighters Team - King - Mai Shiranui - Blue Mary Team Japan - Benimaru Nikaido - Shingo Yabuki - Goro Daimon Team High School Girls - Athena Asamiya - Hinako Shijou - Malin* | Team K - K' - Maxima - Whip Team Three Sacred Treasures - Kyo Kusanagi - Iori Yagami - Chizuru Kagura Jefes - Kusanagi (clon de Kyo) - Chizuru Kagura - Maki Kagura* - Mukai* - Adelheid Bernstein* |